# Centralhatchee
Centralhatchee je město v Heard County, v Georgii, ve Spojených státech amerických. V roce 2011 žilo ve městě 408 obyvatel.

## Demografie
Podle sčítání lidí v roce 2000 žilo ve městě 383 obyvatel, 136 domácností a 105 rodin. V roce 2011 žilo ve městě 194 mužů (47,5%), a 214 žen (52,5%). Průměrný věk obyvatele je 42 let.